# 1977 v letectví
Tento článek obsahuje seznam událostí souvisejících s letectvím, které proběhly roku 1977.

## Události

### Březen
- 27. března – 583 lidí zahynulo, když se dva Boeingy 747 srazily na dráze letiště na ostrově Tenerife. Jedná se o největší leteckou katastrofu v dějinách.

### Duben
- 4. dubna – let 242 společnosti Southern Airways se vřítil do alabamského města New Hope, potéco se pokusil nouzově přistát na silnici, zemřelo 62 z 85 lidí na palubě a osm lidí ve městě; piloti i pozemní personál špatně reagovali v silné bouři

### Říjen
- 3. října – oficiálně otevřeno letiště Göteborg Landvetter, podle počtu cestujících druhé největší ve Švédsku (po letišti Stockholm-Arlanda).
- 13. října – Únos letadla Landshut společnosti Lufthansa na lince z Palma de Mallorca do Frankfurtu nad Mohanem. K osvobození rukojmí došlo 18. října na letišti v Mogadišu.

## První lety

### Leden
- 6. ledna – HAL HPT-32, X2157
- 31. ledna – Cessna Citation II

### Březen
- 13. března – Sikorsky S-76

### Květen
- 3. května – Bell XV-15[1], NASA702
- 20. května – Suchoj T-10-1 (prototyp letounu Suchoj Su-27)
- 26. května – NDN-1 Firecracker, G-NDNI

### Červen
- 27. června – CASA C.101 Aviojet

### Červenec
- 25. července – Aero Design DG-1, N10E

### Srpen
- 12. srpna – raketoplán Enterprise (bezmotorový let v atmosféře)
- 15. srpna – Embraer EMB-111
- 24. srpna – Learjet 28

### Říjen
- 6. října – MiG-29
- 20. října – General Avia F15F, I-PROL
- 27. října – RFB Fantrainer, 98+30

### Listopad
- 22. listopadu – Antonov An-72, SSSR-19774

### Prosinec
- 14. prosince – Mil Mi-26